# Politiche culturali dell'Unione europea
Il Trattato sull'Unione Europea (TUE) o Trattato di Maastricht sancisce la dimensione culturale dell'Unione Europea attribuendo certe competenze (seppur ridotte) di carattere culturale alla Comunità Europea nell'articolo 128 (oggi articolo 151) del Trattato. Secondo quest'ultimo, la Comunità Europea deve fomentare le culture degli stati membri, tenendo particolare attenzione nel compito di preservare la diversità ma mettendo anche in risalto il "Patrimonio Culturale Europeo".
La diversità culturale dell'Unione Europea (EU) è particolarmente percettibile nelle diverse lingue degli stati membri. Andreas Kaplan descrive l'Europa come un continente che "comprende una massima diversità culturale in una superficie geografica minima". Questa diversità si plasma anche in diverse manifestazioni culturali e artistiche. L'UE cerca di preservare e fomentare questa diversità e renderla accessibile a tutti i cittadini . Per fare ciò, oltre a stabilire una ampia serie di programmi e progetti finanziati da una serie di fondi comunitari, l'Unione ha anche il compito di avvicinare quanto più possibile la cultura ai cittadini attraverso la promozione di una serie di attività culturali svolte al fine di creare un network culturale e informativo.
Le differenze culturali tra le diverse regioni facenti parti dell'Unione, insieme alle diverse tradizioni culturali importate dalle comunità immigrate all'interno dei confini della stessa da paesi extracomunitari, rendono l'Unione Europea un territorio particolarmente ricco e dal forte carattere multiculturale che non smette di diversificarsi. Uno degli aspetti più importanti di questo fenomeno è la forte interrelazione creatasi tra i diversi gruppi religiosi: i popoli che attualmente formano l'Unione Europea hanno una tradizione millenariamente cristiana che, nelle ultime decadi, subisce una leggera influenza da altre culture principalmente a causa dell'immigrazione proveniente dall'Africa, dal Medio Oriente e dai paesi dell'ex Jugoslavia. La maggior parte di quest'influenza è di origine musulmana, le cui comunità sono sempre più presenti all'interno del territorio europeo, specialmente nelle grandi città come Parigi, Berlino, Francoforte o Marsiglia.
Nel compito dell'integrazione culturale europea, anche i mezzi di comunicazione hanno avuto un importante ruolo nella "rivoluzione culturale" sperimentata negli ultimi anni in Europa.

## Istituzioni
Le istituzioni europee di maggior rilevanza in ambito culturale, tanto a livello decisionale come amministrativo, sono:
- La Commissione Europea: attua nell'ambito culturale, sportivo e linguistico.
- La Commissione per la cultura e l'istruzione del Parlamento Europeo.
- Il settore per "Educazione, Gioventù e Cultura" del Consiglio dell'Unione Europea.
- L'Agenzia esecutiva per l'istruzione, gli audiovisivi e la cultura della Commissione Europea.

### Lista di programmi
L'Unione Europea promuove l'integrazione culturale dei suoi membri attraverso numerosi programmi come:
- Programma Cultura 2000
- Erasmus Mundus
- Progetto Erasmus
- Europa Star Programme
- Capitale europea della cultura
- Giornate europee del patrimonio
- Itinerari culturali del Consiglio d'Europa
- Mese Culturale Europeo
- EUscreen
- Europeana
- Biblioteca europea
- Creative Europe MEDIA
- Modul-dance
- Aree protette dell'Unione Europea, come ad esempio le Zone speciali di conservazione o i siti di Natura 2000
- Video Active

### Liste di Premi
L'Unione Europea assegna (o ha assegnato, in alcuni casi) i seguenti premi nell'ambito culturale:
- Aristeion Prize
- Civis Media Prize
- Premio del libro Europeo
- European Border Breakers Awards
- European Inventor Award
- European IST Grand Prize
- Premio Mies van der Rohe
- Premio letterario dell'Unione europea
- Premio LUX
- Giovane europeo dell'anno
- Premio letterario dell'Unione Europea
- Premio del cittadino europeo

## Spazio culturale europeo comune
Alla fine di novembre 2004, ebbe luogo nella città di Berlino un incontro internazionale, celebrato alla Porta di Brandeburgo, sotto il motto "anima per l'Europa". I nove paesi partecipanti (Germania, Polonia, Francia, Paesi Bassi, Ungheria, Repubblica Ceca, Estonia, Slovenia e Lituania) stabilirono che manterranno riunioni di carattere semestrale, la prima delle quali organizzata a Parigi, con l'obbiettivo di creare uno "Spazio culturale europeo comune" per avvicinarsi maggiormente ai cittadini.
Si è sottoscritto un documento che richiede l'elaborazione di una "Carta Europea della Cultura" con il fine di sviluppare i valori umanistici e culturali della Costituzione Europea.
I primi passi stabiliti da compiere sono:
- Aumentare la cooperazione tra istituzioni culturali nazionali.
- Fomentare l'intercambio di studenti.
- Stabilire la creazione di un'agenzia europea di notizie con inversione privata.
- Implementare una borsa di studio europea tipo Fullbright.

## Capitale europea della cultura
La scelta annuale della "Capitale europea della cultura" è un'azione della Comunità Europea per mettere in risalto la diversità e le caratteristiche comuni delle diverse culture europee. Cerca di contribuire a una conoscenza mutua più profonda tra i cittadini dell'UE.